# Övervallssjön
Övervallssjön är en sjö i Ljusdals kommun i Hälsingland och ingår i Ljusnans huvudavrinningsområde. Sjön har en area på 0,197 kvadratkilometer och ligger 319,3 meter över havet. Sjön avvattnas av vattendraget Sånghusån (Djuptjärnån).

## Delavrinningsområde
Övervallssjön ingår i det delavrinningsområde (683805-149443) som SMHI kallar för Ovan 684022-149386. Medelhöjden är 330 meter över havet och ytan är 14,5 kvadratkilometer. Det finns inga avrinningsområden uppströms utan avrinningsområdet är högsta punkten. Sånghusån (Djuptjärnån) som avvattnar avrinningsområdet har biflödesordning 4, vilket innebär att vattnet flödar genom totalt 4 vattendrag innan det når havet efter 153 kilometer. Avrinningsområdet består mestadels av skog (86 procent). Avrinningsområdet har 0,2 kvadratkilometer vattenytor vilket ger det en sjöprocent på 1,4 procent.